# Centaurium centaurioides
Centaurium centaurioides là một loài thực vật có hoa trong họ Long đởm. Loài này được (Roxb.) S.R.Rao & Hemadri mô tả khoa học đầu tiên năm 1970.